# آب کراوت
آب کراوت (انگلیسی: Kraut juice؛ ‏آلمانی: Sauerkrautsaft) که در کشورهای حوزهٔ بالکان به آن «راسول»، «راسوی» و «راسولوک» هم می‌گویند نوعی نوشیدنی است که از آب کلم‌ترش پرورده تهیه می‌شود. آب کراوت در واقع عصارهٔ خود سبزی و شورآبهٔ آن است.
آب کراوت به‌طور گسترده در بسیاری از کشورهای اروپای مرکزی و شرقی، به‌ویژه آلمان، و همچنین در بخش‌هایی از شمال‌شرقی ایالات متحده و ایالت‌های غرب میانه آمریکا که مهاجران آلمانی در آن ساکن شده‌اند، مانند پنسیلوانیای مرکزی و غربی در دسترس است.

## مصرف
آب کرات ممکن است به تنهایی نوشیده شود یا به عنوان افزودنی در نوشیدنی‌های مخلوط استفاده شود.
آب کرات یکی از موادی است که در رومانی برای دادنِ طعمِ ترش به سوپ‌های سنتی شوربا استفاده می‌شود.

## ارزش غذایی
آب کراوت ممکن است به عنوان یک مکمل‌های غذایی طبیعی مصرف شود، زیرا منبع غنی ویتامین ث، ویتامین‌های گروه ب، ویتامین ئی، ویتامین کا، پتاسیم (۴۷۵ میلی‌گرم)، کلسیم، فسفر، گوگرد، آهن، مس، روی، منیزیم و اسید لاکتیک است.